# Own It (Stormzy)
Own It è un singolo del rapper britannico Stormzy, pubblicato il 22 novembre 2019 come quarto estratto dal secondo album in studio Heavy Is the Head.